# Tap-tap

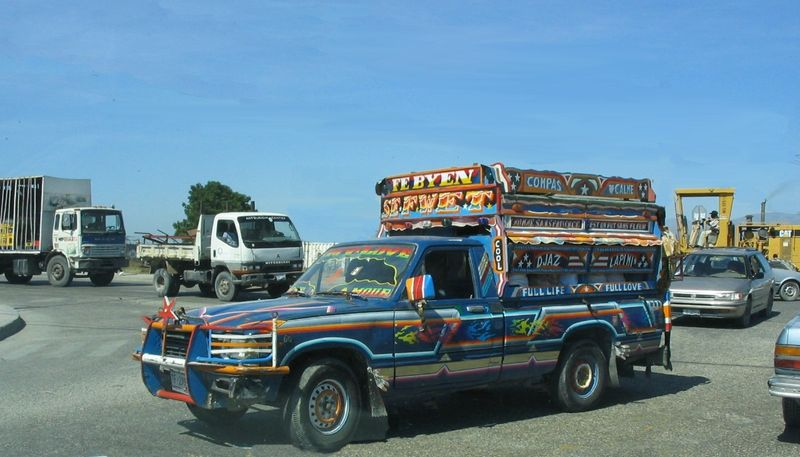
Tap-tap em Porto-Príncipe.

Tap-tap é um género de táxi partilhado, utilizado como transporte público no Haiti. Cada veículo é em geral decorado com pinturas elaboradas com várias cores vivas, frequentemente com frases de natureza religiosa.
A maioria dos tap-taps operam em percursos fixos, sem horário preciso, partindo assim que estão completos. O preço atual é de aproximadamente cinco gurdes, mas pode variar com a distância. Pode chamar um tap-tap gritando em Crioulo haitiano 'alé'; dizer 'mesi chofè' para sair, pagando nesse momento.